# 皮埃尔·路易·杜隆
皮埃尔·路易·杜隆（法語：Pierre Louis Dulong，法語發音：[pjɛʁ lwi dylɔ̃]；1785年2月12日—1838年7月19日；部分中國大陆文献也称为杜隆，P.-L.），法国物理学家、化学家。杜隆4歲時成爲了孤兒，由他的阿姨在法國欧塞尔抚养長大。杜隆於1801年考入了巴黎综合理工学院。1819年，杜隆和亚历克西·泰雷兹·珀蒂合作，揭示了“金属元素的質量熱容與它們的相对原子质量成反比”的经验规律，也就是現在所說的杜隆-珀蒂定律。這一定律在當時很受認可和稱讚，但現在來看它有很多問題。1838年7月19日，杜隆因为胃癌死于法国巴黎並安葬在拉雪兹神父公墓。他和其他71位名人的名字被刻在埃菲尔铁塔上。
在社会上，杜隆常被視為一个冷淡而无趣的个人。但是他为数不多的几个朋友不同意这一观点，把他的个性看作是寡言顺从而非无趣沉闷。他熱愛科学，在实验时態度冷淡、高度放松，并且很勇敢。

## 早期生活及教育

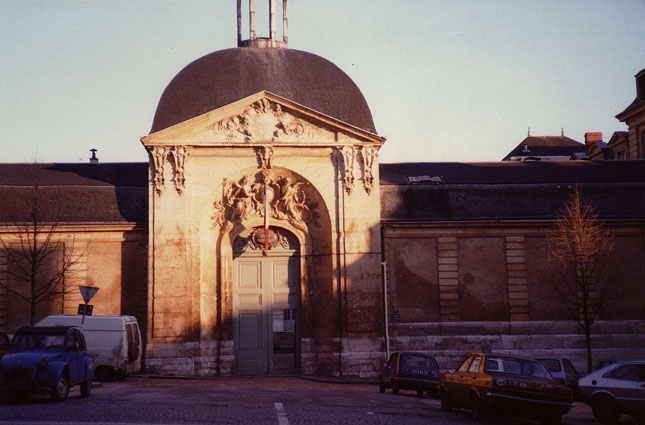
皮埃尔-高乃依公立中学

皮埃尔·路易·杜隆生于法国上诺曼底大区的首府鲁昂。
他是一位独生子女，在4岁时成为了孤儿，由他的阿姨在欧塞尔抚养长大。他在鲁昂的皮埃尔-高乃依公立中学和欧塞尔完成了中学教育。1801年，他考入了巴黎综合理工学院。但由于健康状况欠佳，他的学习受到了阻碍。他原本打算学习医学但又放弃了，原因可能是缺乏资金。后来他转攻其他科学领域，在路易斯·賈奎斯·瑟納德的指导下进行工作。

## 职业生涯
他在化学领域作出了如下几样贡献：
- 研究盐的复分解（1811年）
- 研究亚硝酸（1815年）
- 研究磷的氧化物（1816年）
- 研究氮的氧化物
- 研究金属催化（1823年，与Thénard一起完成）

1812年，杜隆发现了危险敏感的三氯化氮并在实验过程中失去了两根手指和一只眼睛。他为汉弗里·戴维关于三氯化氮的研究作出了贡献。
除了化学方面的成就外，杜隆还被誉为一位跨学科的专家。英国皇家学会的同代人都认为他是“几乎所有物理学部门的指挥”。
1815年，杜隆与阿列克西·泰雷茲·珀蒂首次合作，共同发表了热膨胀相关的论文。两人此后继续合作，研究金属的比热。1819年，他们研究表明金属元素的质量热容与它们的相对原子质量成反比，这一规律就是现在我们所说的杜隆-珀蒂定律。尽管现在看来这一定律不甚精确，但它在历史上曾帮助人们测定元素的原子量，从而建立元素周期表。杜隆对这一定律的发现做出的贡献令他在1818年获得了法兰西学术院的嘉奖。
1820年，阿列克西·泰雷茲·珀蒂因健康问题而退休，杜隆随后接替了他的职务——巴黎综合理工学院的物理学教授。他不但研究了蒸汽的弹性、温度的测量、弹性流体的行为，还对金属是如何使某些气体的化合反应成为可能的这一问题加以研究。他第一次精确地比较了水银温标和空气温标。1826年，他当选为英国皇家学会会员。1830年，他当选瑞典皇家科学院外籍成员。

## 个人生活

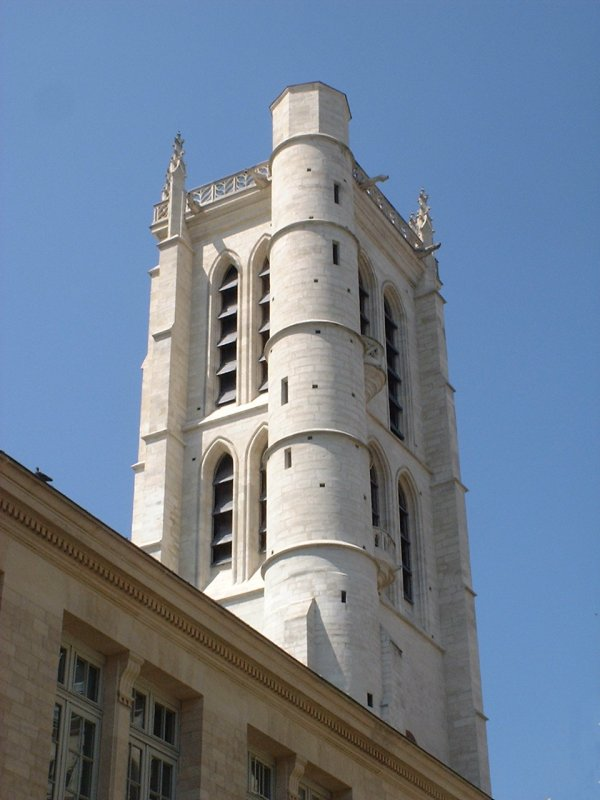
現在的聖女日南斐法修道院

他于1803年与埃默利·奥古斯蒂娜·里维埃尔（Emelie Augustine Riviere）结婚。
在社会上，杜隆常被認為是一个冷淡而无趣的个人。但是他为数不多的几个朋友不同意这一观点，把他的个性看作是寡言顺从而非无趣沉闷。
他因为对科学的热爱和在实验时的冷淡、高度放松和勇敢而為人所注意。为了研究蒸汽在高温下的力学行为，1830年，他在聖女日南斐法修道院的塔顶搭建了一个带玻璃管的装置。塔楼并不稳定，因此实验材料一旦爆炸，塔樓将很容易被摧毁并杀死包括杜隆在内的诸多物理学家。這一实验“充满了危险和困难”，但在杜隆的领导下依舊順利完成。
杜龙在研究三氯化氮时的所作所为同样体现了他对危险漠不关心和对科学的追求。尽管在初步实验中他失去了两根手指和一只眼睛，杜隆仍然決定继续研究三氯化氮这种当时人们不甚了解的物质。研究工作使他得了更多的伤病，此後他把他的研究成果交给了汉弗里·戴维先生。

## 逝世与纪念
杜隆将他的大部分资金都投入到了科学实验中。他经常是贫穷的。结果，他在没有给家人留下任何重大遗产的情况下就去世了。
1838年7月19日，杜隆因为胃癌死于法国巴黎，安葬在拉雪兹神父公墓。杜隆的纪念碑由大卫·昂热斯建造，费用由同行们支付。
杜隆和其他71位名人的名字刻在埃菲尔铁塔上。在去世时，他正在研究量热的确切方法。他的最后一篇论文发表于其去世當年（1838年）。在该论文中，他描述了如何测量化学反应释放的热量。

对杜隆的纪念
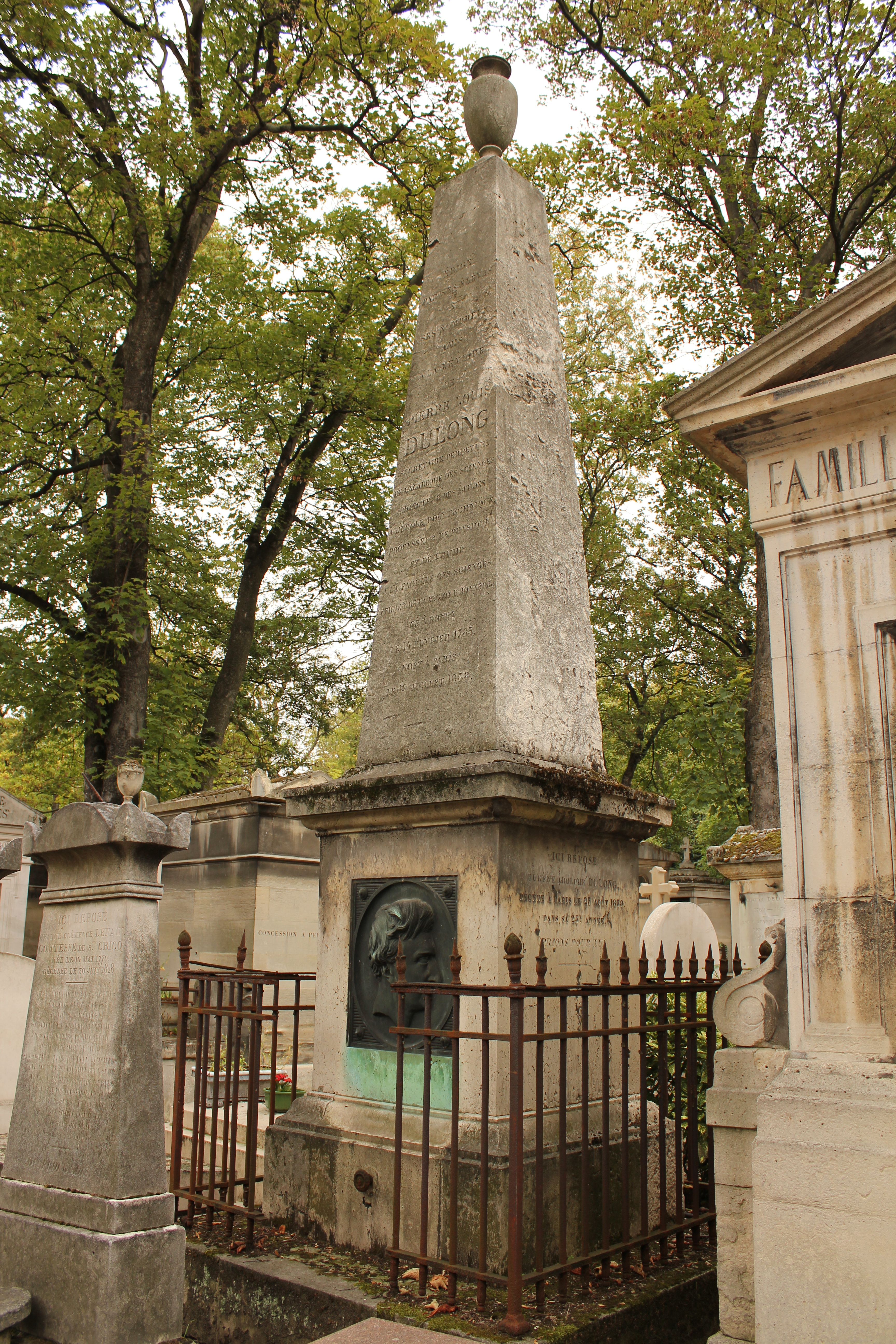
杜隆的墓碑，位于巴黎的拉雪兹神父公墓。
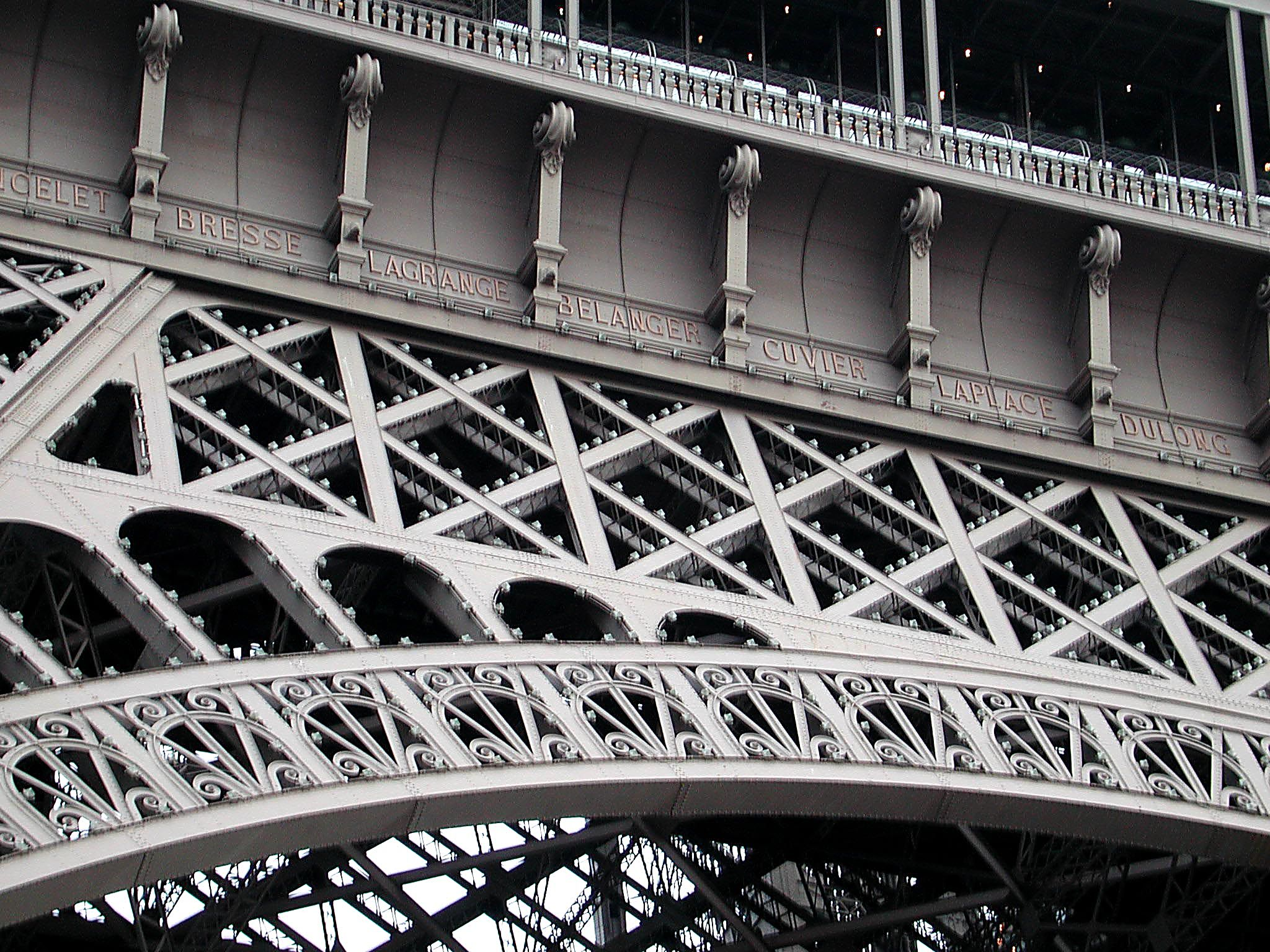
埃菲尔铁塔上刻有一些名人的名字，上图的最右侧刻有杜隆的外文名Dulong。
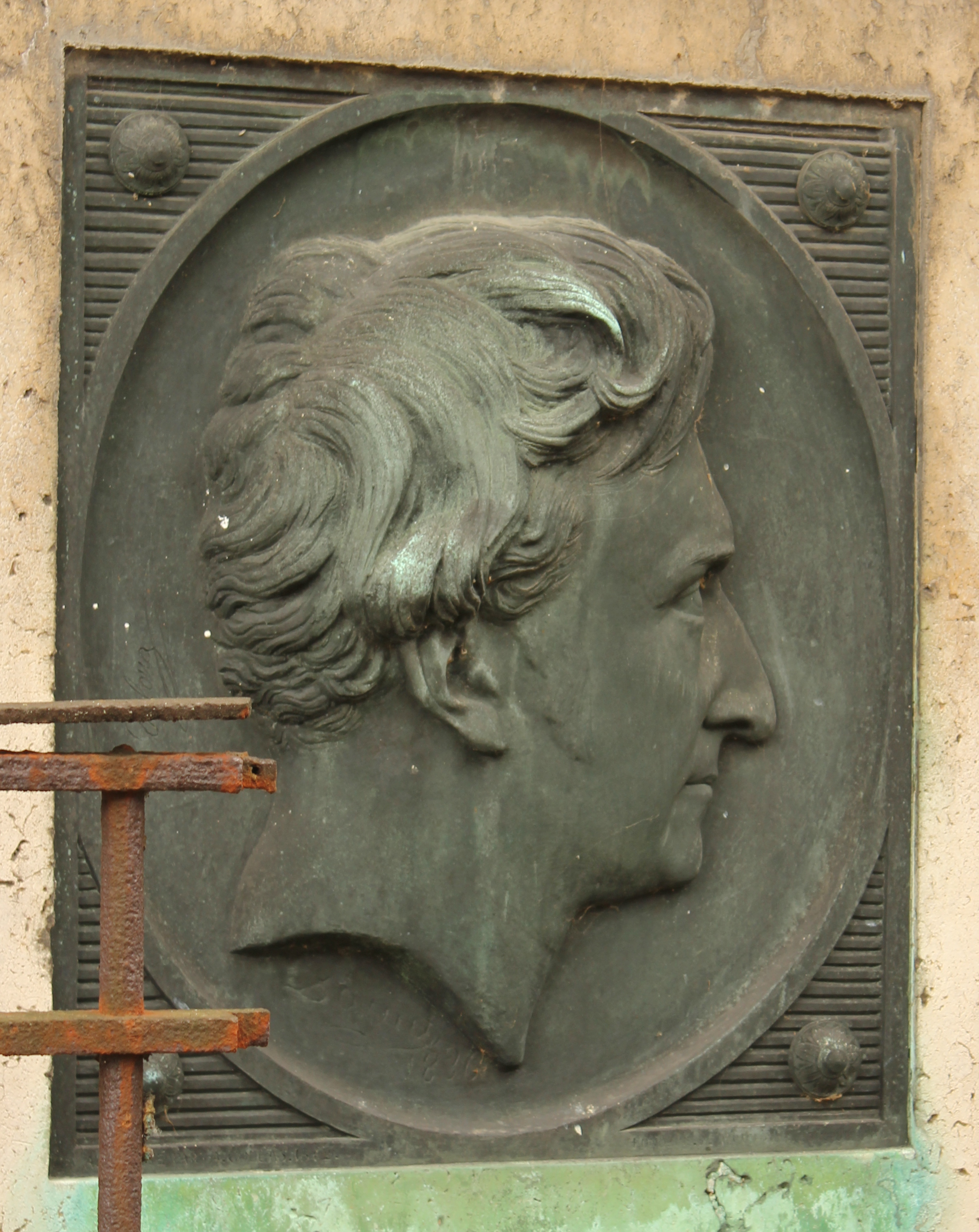
杜隆墓的细部。

## 延伸阅读
- Petit, Alexis-Thérèse; Dulong, Pierre-Louis. . Annales de Chimie et de Physique（英语：Annales de Chimie et de Physique）. 1918, 10: 395–413 （法语）.